# Pont du Carrousel

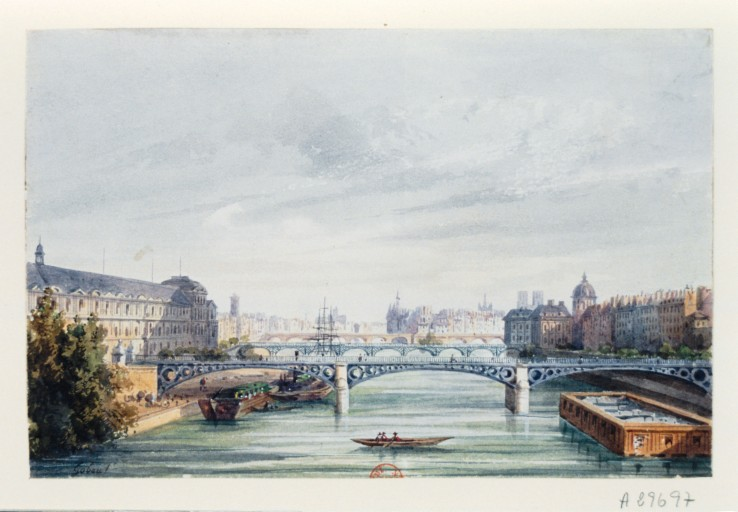
Pierwotny most św. Piotra

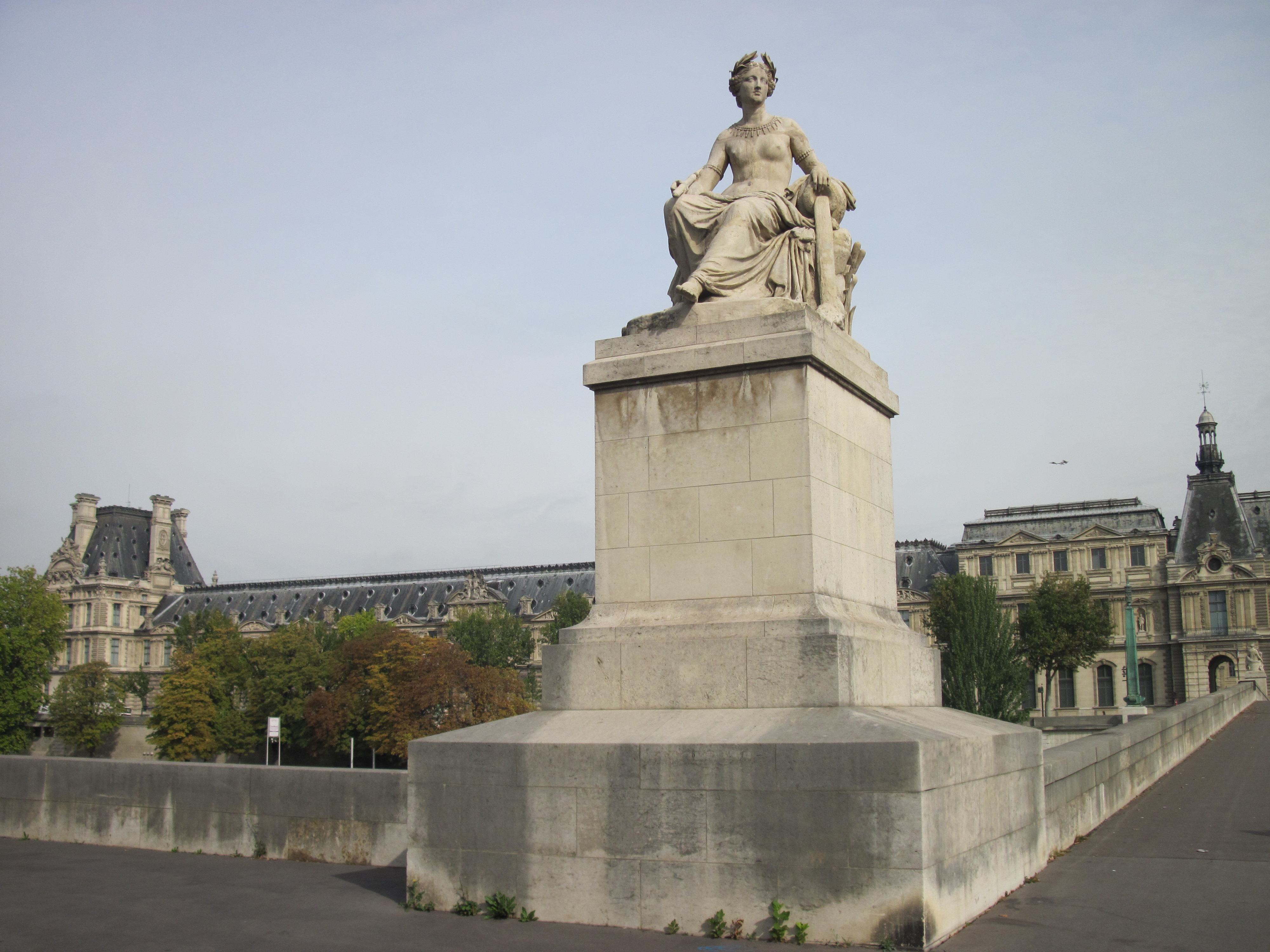
Statua Seine (Petitot Louis) na Pont du Carrousel

Pont du Carrousel – dziewiętnastowieczny most na Sekwanie w Paryżu, łączący bulwar Tuileries z lewym brzegiem rzeki.

## Historia
Na miejscu obecnego mostu przeprawa przez Sekwanę znajdowała się od późnego średniowiecza. Pierwszy most na tym miejscu nosił imię św. Piotra. Obecny obiekt, funkcjonujący równolegle pod nazwą du Carrousel oraz du Louvre (ze względu na bliskość Luwru), był budowany w latach 1831-1834 i został zainaugurowany przez króla Ludwika Filipa I. Most zaprojektował inżynier Antoine Polonceau, tworząc nowatorską jak na swoje czasy konstrukcję wspartą na trzech łukach. Niemniej zbyt duże zastosowanie drewna w pracy sprawiło, że most w 1883 r. musiał zostać zamknięty i przeszedł generalny remont, w czasie którego elementy drewniane zastąpiło żelazo. Prace zakończono w 1906 r.
W 1930 r. wzmagający się ruch uliczny w Paryżu wymusił całkowitą przebudowę mostu. Został on poszerzony i wzmocniony, zaś w 1939 r. po raz pierwszy pojawiła się koncepcja jego stałego oświetlenia, którą mimo wojny udało się zrealizować do 1946 r. według projektu Raymonda Subesa. Wykonana instalacja nie okazała się jednak trwała i od kilku dziesięcioleci pozostaje nieczynna.
W 1995 r. Marokańczyk Brahim Bouarram został z mostu zrzucony do Sekwany przez grupę skrajnych nacjonalistów z Frontu Narodowego. W 2003 r. mer Paryża Delanōe odsłonił na moście tablicę pamięci jego i innych ofiar rasizmu we Francji.

## Architektura
Pont du Carrousel jest mostem łukowym. Jego łączna długość wynosi 168 metrów, szerokość – 33 metry, z czego 21 zajmuje szosa. Most jest przeznaczony zarówno dla kierowców, jak i pieszych.

## W literaturze i sztuce
- Obraz neoimpresjonisty Maksymiliana Luce’a Luwr i most Carrousel w nocy.
- Obraz Georges’a Steina Paryż – Most Carrousel
- Obraz Edwarda Hoppera Most Carrousel i Dworzec Orleański
- Obraz Makiko Nakamury Most Carrousel
- Obraz Paolo Frongii Sekwana, poranek, Most Carrousel
- Pont du Carrousel to tytuł wiersza Rainera Marie Rilkego
- Most jest wzmiankowany w powieści Dana Browna Kod Leonarda da Vinci